# Yves Chaudouët
 (janvier 2025).
La mise en forme du texte ne suit pas les recommandations de Wikipédia : il faut le « wikifier ».
Les points d'amélioration suivants sont les cas les plus fréquents. Le détail des points à revoir est peut-être précisé sur la page de discussion.
- Les titres sont pré-formatés par le logiciel. Ils ne sont ni en capitales, ni en gras.
- Le texte ne doit pas être écrit en capitales (les noms de famille non plus), ni en gras, ni en italique, ni en « petit »…
- Le gras n'est utilisé que pour surligner le titre de l'article dans l'introduction, une seule fois.
- L'italique est rarement utilisé : mots en langue étrangère, titres d'œuvres, noms de bateaux, etc.
- Les citations ne sont pas en italique mais en corps de texte normal. Elles sont entourées par des guillemets français : « et ».
- Les listes à puces sont à éviter, des paragraphes rédigés étant largement préférés. Les tableaux sont à réserver à la présentation de données structurées (résultats, etc.).
- Les appels de note de bas de page (petits chiffres en exposant, introduits par l'outil «  Source ») sont à placer entre la fin de phrase et le point final[comme ça].
- Les liens internes (vers d'autres articles de Wikipédia) sont à choisir avec parcimonie. Créez des liens vers des articles approfondissant le sujet. Les termes génériques sans rapport avec le sujet sont à éviter, ainsi que les répétitions de liens vers un même terme.
- Les liens externes sont à placer uniquement dans une section « Liens externes », à la fin de l'article. Ces liens sont à choisir avec parcimonie suivant les règles définies. Si un lien sert de source à l'article, son insertion dans le texte est à faire par les notes de bas de page.
- La présentation des références doit suivre les conventions bibliographiques. Il est recommandé d'utiliser les modèles {{Ouvrage}}, {{Chapitre}}, {{Article}}, {{Lien web}} et/ou {{Bibliographie}}. Le mode d'édition visuel peut mettre en forme automatiquement les références.
- Insérer une infobox (cadre d'informations à droite) n'est pas obligatoire pour parachever la mise en page.

Pour une aide détaillée, merci de consulter Aide:Wikification.
Si vous pensez que ces points ont été résolus, vous pouvez retirer ce bandeau et améliorer la mise en forme d'un autre article.
Yves Chaudouët, né le 18 mars 1959 à Paris, est un plasticien, dramaturge et cinéaste français.

## Biographie
Yves Chaudouët est diplômé de l’École nationale supérieure des beaux-arts (ENSBA) de Paris en 1985. Après s'être consacré dans un premier temps à la peinture et à la restauration de fresques romanes, il séjourne à l'étranger, notamment New York en 1987-1988, Vienne en 1991-2001, puis à la Villa Arson à Nice en 2002-2003, déployant une œuvre mêlant peinture, installation, texte et mise en scène.

## Arts visuels
Ses œuvres sont présentes à : Albertina (Vienne), Museum of Art (Birmingham USA), Bundeskanzleramt (Vienne), FRAC Artothèque Nouvelle Aquitaine,, FRAC Nouvelle Aquitaine MÉCA, Fondation François Schneider (Wattwiller), Bibliothèque Nationale de France, Fonds National d'Art Contemporain, Musée d'art et d'Histoire (Genève), New York Public Library, Ministère des affaires étrangères (Paris), Bibliothèque Kandinsky - Centre Georges-Pompidou (Paris), Artothèque d’Auxerre, Musée d'Art contemporain de Lyon.

### Ronde des Ombelles
De 2015 à 2019, invité par Jean-François Dumont, commissaire de La Forêt d'art contemporain, il conçoit la Ronde des Ombelles pour le village de Pompéjac (Gironde). Ce projet reçoit le soutien de la Commission nationale des œuvres dans l'espace public du ministère de la Culture,.

### Batterie fragile
Il est l'auteur de la Batterie fragile, un kit complet de batterie fabriqué en porcelaine blanche. Le prototype, réalisé avec le soutien de l'école supérieure d'art des Pyrénées (Pau-Tarbes) et de la céramiste Marjorie Thébault, a été activé une première fois par Bernard Lubat au Château de Monbazillac, puis au Conservatoire du Grand Angoulême, exposé dans la galerie Rezdechaussée à Bordeaux, avant de rejoindre la collection du Frac Aquitaine MÉCA. Cette sculpture-instrument, activée par la musicienne italo-britannique Valentina Magaletti, a fait l'objet de la publication de deux disques vinyles.

### Peinture et monotypes
Yves Chaudouët est l'auteur de nombreuses œuvres picturales, peintures, dessins, estampes. Depuis les années 2000, il a entrepris une série de petits portraits carrés sur bois, aisément transportables, en référence au film Andrej Roublev, qui apparaissent dans son propre film La Joueuse (2018). Ses monotypes, pour la plupart de petit format, toujours peints à l'encre typographique noire, font partie des collections du CNAP, de la BNF, de l'Albertina de Vienne, de la NewYork Public Library, entre autres collections publiques. En 2003, un premier livre leur a été consacré, Film, aux éditions Actes Sud.

## Mise en scène
Yves Chaudouët conçoit la scénographie du spectacle Lettres de Hölderlin à sa mère mis en scène par Juliette Chemillier (Théâtre Vidy-Lausanne, MC93 Bobigny), ainsi que celle de Conversation à la montagne, de Paul Celan. Dans ces deux spectacles, l'acteur François Chattot est seul en scène. Puis Yves Chaudouët fonde en 2006 la compagnie Morphologie des Éléments (hommage à Nicolas Poussin) qui lui permet de monter ses propres spectacles, souvent hybrides, entre arts visuels, conférence et théâtre.

## Enseignement
Après avoir été professeur à l'École Supérieure des Beaux Arts de Nîmes entre 2003 et 2005, il enseigne à l'École Européenne Supérieure de l'Image (EESI) de Poitiers-Angoulême (2005-2017). Il est artiste invité à l'Ecole supérieure d'art des Pyrénées pour l'année 2015-2016. Depuis octobre 2017, il enseigne à l'Ecole nationale supérieure d'art de Limoges (ENSAD-Limoges).

## Littérature
Son premier roman, Peindre à Palerme, met en scène le voyage et le séjour initiatiques d'un nommé Fisch, parti à pied des Vosges pour venir contempler La Vierge de l'Annonciation d'Antonello de Messine.

## Expositions
- 2003 Poisson abyssal, Librairie Florence Loewy, Paris[21] (monographique); Rencontres Internationales de la Photographie, Arles (monographique) Bei Sympra, Stuttgart, cur. Stéphane Le Mercier ; James Cohan Gallery, New York
- 2007 Etudes pour Conférence Concertante, CCJPF, St-Yrieix-La-Perche (monographique); Fondazione Francesco Messina, Milan[22] (cur. Dominique Marchès); Fond abyssal, Grande Halle, Meisenthal (monographique)
- 2008 Je remonte, Château d’Oiron[23] (monographique) ; Arcadia, Château d’Oiron[24] (cur. Paul-Hervé Parsy et Dominique Pineau); Dehors, Cycle Yves Chaudouët, Théâtre Dijon Bourgogne-CDN, Dijon[25]
- 2009 Chhttt…, le Merveilleux dans l’art contemporain[26], CRAC Alsace, Altkirch, cur. Sophie Kaplan; Libraire Pierre Durieu, Paris
- 2010 Die Grammatik des Buches, Radierverein, München[27] ; L'Océan, Casino de Biarritz[28], cur. Florence Guionneau-Joie; Peindre le citoyen Taquet pour commencer[29], Galerie du Granit, scène nationale, Belfort, cur. Monique Chiron (monographique); Le décor à l'envers[30], Filature, Mulhouse, cur. Sophie Kaplan
- 2012 "Inouïe", Frac Limousin, Limoges; Se souvenir de la mer, Château d’Avignon[31]
- 2013 "Le feu sacré", Ensemble Poirel, Nancy[32]; Suspens, Marseille 2013, Château d’Avignon[33] ; Fondation François Schneider, Wattwiller[34]; ADBK, Akademie der bildenden Künste, Münich ; 30 ans des Fonds régionaux d’art contemporain, Frac Bretagne, Musée de Saint-Brieuc[35]. L’art dans les chapelles, Chapelle Saint-Gildas, Bieuzy-Les-Eaux[36].
- 2014 "Diese nicht ganz Zusammenpassung", Yves Chaudouët, Nina Märkl, Lisa Reitmeier, Olaf Probst, Kunstarkaden, München[37]
- 2014-15 « Artiste associé » / La Criée, Downtown Rennes Art Center. Exposition collective Aller dehors : commissariat Yves Chaudouët et Sophie Kaplan[38]
- 2015 Journée d’études L’Art-racine à l’université Rennes-1[39],[40] : conception Yves Chaudouët ; La Table gronde, exposition personnelle Yves Chaudouët[41]
- 2017 Rencontres internationales de la photographie, Arles ; Des mondes aquatiques, Centre international d’Art et du Paysage, Vassivière  Galerie Rezdechaussée, Bordeaux  Batterie fragile, avec Valentina Magaletti, Musée de Beaux-Arts de Tours, Festival Super Flux
- 2018 La Joueuse, film et exposition du 23 juin au 28 octobre 2018 au Centre d'Art La Chapelle Jeanne d'Arc de Thouars (Deux-Sèvres)[42] Des mondes aquatiques, Frac Aquitaine, Bordeaux

## Publications
- 1989 Il ne faut pas confondre monotype et célibataire, texte : P.S Jungk, éd. de l’auteur
- 1994 Je ne fais que passer, éd. de l’auteur; The late late blues, éd. de l’auteur; Dieu, cartes postales, éd. de l’auteur
- 1996 La vie d’Esope le Phrygien, texte : Jean de la Fontaine, éd. Cent-Une « Catalogue », texte : P.S Jungk, éd. galerie Montenay-Giroux
- 1998 Lichens, texte : Juliette Chemillier, éd. Clot, Bramsen et Georges[43]
- 1999 Suspens/ Détails/ Témoins, texte : Doris Berger, éd. Association française d’Action artistique / BKA (A)
- 2001 My truck is a boat, éditions Incertain Sens, Université Rennes II; « Collectors Startup », portfolio, galerie Charim Klocker, Vienne
- 2002 Observers, cartes postales, éd. MeMo
- 2003 Poisson abyssal, Tiefseefisch, Deep see fish, éd. MeMo; Film, Actes Sud; Où allons-nous ? et Que faisons-nous ?, d’après John Cage, Actes Sud
- 2006 Inaliénable, co-écrit avec Y. Grienenberger, photos Frédéric Goetz, Actes Sud/ Centre international d’Art verrier
- 2007 « Rien » n°54, revue, éd. Zédélé
- 2008 Cartes postales légendaires, photos Yves Chaudouët, légendes de Anne Bertrand, David Moos, Jean-Marc Chapoulie, Jean-Marc Huitorel, Yannick Miloux, Didier Mathieu, Jocelyn Bonnerave, Corinne Moitié-Lorentz et Emmanuel Hermange; Dans le jardin avec François, Actes Sud; Conférence Concertante, Actes Sud
- 2010 Monographie, texte d'Anne Bertrand, éditions Actes Sud / FRAC Limousin / CNAP, Je remonte, éd. Centre des Monuments Nationaux - Château d’Oiron;  « Coffret Yves Chaudouët », ensemble de cinq livres, éd. Actes Sud
- 2011 Quatre films de quatre pages, livres, Manuella éditions, Paris; Cadavre exquis, dépliant, éditions Ant Espacio, Madrid « Montagnes de chevet, objet, éditions Ergastule, Nancy
- 2015 Essai la Peinture, Actes Sud
- 2017 La connaissance des sources, Actes Sud
- 2023 Peindre à Palerme, Actes Sud[44]

## Vidéographie, filmographie, œuvres sonores
- 1994 Unglee et ses tulipes, vidéo, 10 min
- 1995 Transports, video, 6 min; Where are we going? and What are we going?, video, 57 min (d’après John Cage)
- 1999 Zug fährt ab, video, durée variable, musique live: DSL, Gilb’r, ICube); Die Pause, installation sonore; Triptyque : Fuite, Eisbär, Rondo, video, 8 min (musique : Bach, Stravinsky, Grauzone)
- 2000 Film-relais, en collaboration avec Anne de Sterk
- 2001 Chansons for Bruce (high quality), installation sonore, Lieu Unique, Nantes
- 2004 Programme Lumière, vidéo, durée variable; Tu vois le feu du soir, vidéo, durée variable, d’après Poulenc/ Eluard) (vidéo)
- 2006 Monotypes lus, avec Jacques Bonnaffé et Françoise Bres. Pièce radiophonique. Montage et coordination Lucien Bertolina, Esbam/ Radio Grenouille, Marseille; Les gauchères, avec Andrea Jacobsen, Elise Racinais et Astrid Verspieren, triptyque vidéo; Les coraux, If, les coraux, avec Raphaëlle Camus et Fabrice Vieira, installation sonore
- 2015 La Mue ou Catadrome, avec Yann Boudaud
- 2017 Transports Davignon, avec Céline Gadrat, Anaïs Müller et Pierre Husky[45].
- 2018 La Joueuse, avec Valérie Dréville, Yann Boudaud, François Chattot, Clémentine Jouvin et Aksel Breton.
- 2021 Acte 0, avec Yann Boudaud

## Mises en scène, performances, scénographies
- 1994 Lettres de Hölderlin à sa mère, Théâtre Vidy-Lausanne ; MC93 Bobigny, mise en scène Juliette Chemillier, avec François Chattot
- 1995 Conversation à la montagne, d’après Paul Celan, usine désaffectée, rue des Filles du Calvaire, Paris, mise en scène Juliette Chemillier avec François Chattot
- 1999 Suspens, Détails, Témoins, bâtiments et jardin de l’institut Français de Vienne ; Fondation Cartier pour l’Art contemporain, Paris
- 2000-02 Sonoguidées 1, 2, 3 (avec Anne de Sterk), Fondation Cartier pour l’art contemporain, Paris ; Le Lieu Unique, Nantes, Triangle, Friche de la Belle de Mai, Marseille ; Transpalette, Bourges
- 2001 Sonoguidée 4, Festival « Mettre en Scène », TnB, Rennes
- 2002 Sonoguidée 5, Nuit Blanche, Paris
- 2003 Wawgawawd?, d’après John Cage, Rencontres de la Photographie, Arles ; Frac Champagne-Ardenne, Reims ; CAPC, Bordeaux ; Biennale du livre d’artiste, St Yrieix-La-Perche
- 2004 C’est un beau paysage, Pièces à 4 voix, Biennale du livre d’artiste, St Yrieix; Pièces à 4 voix, Enad, Limoges
- 2005 Lubathyscaphe K, Festival d’Uzeste, avec la Compagnie Lubat de Gasconha
- 2006 Morphologie des éléments (le groupe), Concert, Lunch Box, Miss China, Paris ; Nuit des Musées, Musée d’Art et d’Histoire, Clamecy, Morphologie des éléments (le groupe), Ciné-concert sur TDF06 de Jean-Marc Chapoulie, Palais de Tokyo, Paris Morphologie des éléments (le groupe), Concert,
- 2008 Conférence Concertante, version nomade déambulatoire, Frac Limousin, Limoges ; Ferme du Bonheur, Nanterre ; Château d’Oiron ; Conférence Concertante, TDB-CDN Dijon ; Dans le jardin avec François, TDB-CDN Dijon; Images lues, TDB-CDN Dijon
- 2009 Conférence Concertante, version nomade, Crac Alsace, Altkirch
- 2010 Territoires de l'Âme, scénographie pour le spectacle de Jonathan Pontier, Filature Mulhouse
- 2011 L'art du chemin, Domaine de Méréville
- 2014 Feux de Dieux, Ensemble Poirel, Nancy
- 2015 Impromptus de la Table gronde, La Criée-centre d'art contemporain, Rennes ; Dans le jardin avec François, avec l'acteur Yves Arcaix, Théâtre de poche, Hédé.
- 2017-2021 Batterie fragile
- 2018-2021 Il Loggiato, avec Valérie Dréville et Yann Boudaud, La Ménagerie de Verre

## Prix
- 2011 "Talent d'eau", Fondation François Schneider (première édition)[46]